# 戴修瓒

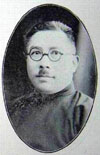
戴修瓒

戴修瓒（1887年—1957年3月6日），字君亮，男，湖南常德人，中国法学家。

## 生平
1887年出生于常德柳叶湖畔戴家岗村。1905年毕业于南京两江师范学堂。嗣后公费留学日本中央大学法科。1912年回国，任北京政法大学法律系主任兼教务长，协助宋教仁创办民国大学，后任北洋政府司法部佥事、总警察厅警察官、京师地方警察厅警察长、河南省司法厅厅长。1927年任国民政府最高法院首席检察官。曾任北京朝阳大学、上海法学院、中国公学、北京大学法律系教授兼系主任。抗战爆发后曾任昆明西南联合大学法律系教授兼系主任、重庆复旦大学法律系教授兼系主任、国立中央大学法律系教授，抗战胜利后兼任南京中央大学法律系主任，中華民國教育部部聘教授。后，因不满蒋介石发动内战离职，于1948年底回到常德。曾任中華人民共和國中央人民政府法制委员会委员、国务院参事、中国国际贸易促进委员会对外贸易仲裁委员会副主席，九三学社中央委员。
1957年3月6日在北京病逝，享年70岁，葬于北京市八宝山革命公墓。

## 著作
- 《商行为》
- 《商事法规指导大纲》
- 《票据法》
- 《保险法》
- 《商法总则》
- 《海商法讲义》
- 《民法债编总论》
- 《民法债编各论》
- 《刑事诉讼法释义》